# Norbergs kommun
Norbergs kommun är en kommun i Västmanlands län. Centralort är Norberg.
Landskapet är kuperat och rikt på sjöar och våtmarker. Huvudsakligen täcks kommunens yta av morän bevuxen med skog. Berggrunden har stora inslag av malmförande leptiter. Det har funnits gruvdrift i området sedan medeltiden. I början av 2020-talet var samtliga gruvor nedlagda, istället präglades det lokala näringslivet av småföretagsverksamhet. 
Invånarantalet var stabilt, med små fluktationer, fram till 1990, därefter har invånarantalet varit  minskade med undantag för ett fåtal år. Kommunpolitiken har präglats av Socialdemokraterna. Mandatperioden 2022–2026 styr partiet i minoritet.

## Administrativ historik
Kommunens område motsvarar socknarna Karbennings socken och Norbergs socken. I dessa två socknar bildades vid kommunreformen 1862 landskommuner med motsvarande namn. 
Norbergs municipalsamhälle inrättades 30 september 1889 och upplöstes vid årsskiftet 1951/1952 när Norbergs köping bildades genom en ombildning av Norbergs landskommun.
Vid kommunreformen 1952 uppgick Karbennings landskommun i Västerfärnebo landskommun medan köpingen kvarstod oförändrad.
Norbergs kommun bildades vid kommunreformen 1971 av Norbergs köping och en del ur Västerfärnebo landskommun (Karbennings församling).
Kommunen ingick från bildandet till 2001 i Sala domsaga och kommunen ingår sedan 2001 i Västmanlands domsaga.

## Geografi
Kommunen gränsar till Fagersta och Sala kommuner i Västmanlands län samt Avesta, Hedemora och Smedjebacken kommuner i Dalarnas län.

### Topografi och hydrografi
Granit med stora inslag av malmförande leptiter utgör majoriteten av områdets berggrund. I berggrunden finns även förekomst av urkalksten vilket gett upphov till ett flertal områden med rik vegetation. Huvudsakligen täcks kommunens yta av morän bevuxen med skog. Landskapet är kuperat och rikt på sjöar och våtmarker, så som den välutbildade högmossen Bredmossen. Primärt hittas öppna uppodlade områden i Svartåns och Norbergsåns dalgångar.

### Naturskydd
År 2022 fanns 12 naturreservat i Norbergs kommun.
Högmossen Bredmossen är två naturreservat med samma namn, som delas av länsgränsen mot Dalarna. Där trivs arter som Jungfru Marie nycklar, skorpionmossor och blodskedsmossa. Reservatet är viktigt för fågellivet, typiska fågelarter i området är grönbena, trana och buskskvätta.
Trollbo är ett annat av kommunens naturreservat. Området utgörs av barrskog, men där hittas även rester av slagghögar och en masugnsruin. I naturreservatet växer bland annat violgubbe.

### Administrativ indelning
Fram till 2016 var kommunen för befolkningsrapportering indelad i en enda församling, Norberg-Karbennings församling

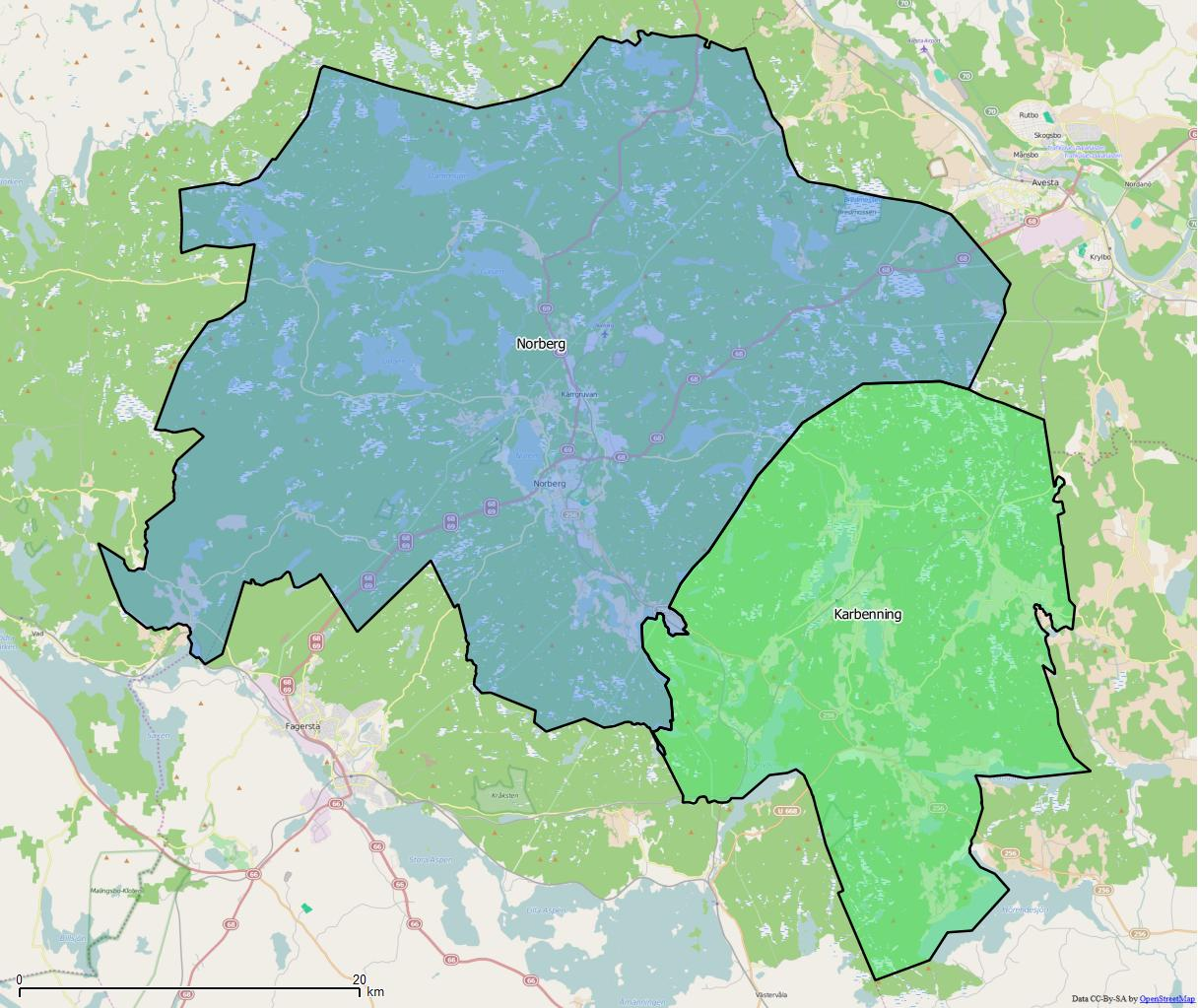
Distrikt (socknar) inom Norbergs kommun

Från 2016 indelas kommunen istället i två distrikt, vilka motsvarar de tidigare socknarna: Karbenning och Norberg.

### Tätorter
År 2020 bodde 78,9 procent av kommunens invånare i någon av kommunens tätorter, vilket var lägre än motsvarande siffra för riket där genomsnittet var 87,6 procent. Vid Statistiska centralbyråns tätortsavgränsning 2020 fanns det en tätort i Norbergs kommun: Norberg.
Landsbygdsbebyggelsen i kommunen är huvudsakligen samlad runt centralorten samt längs Norbergsåns och Svartåns dalgångar samt vid de större sjöarna och vattendragen där hyttor och smedjor tidigare legat.

## Styre och politik

### Styre
Mandatperioden 2010–2014 styrdes kommunen av Miljöpartiet och Socialdemokraterna, vilka samlade 15 av 31 mandat. Efter valet 2014 lämnade Miljöpartiet samarbetet. Socialdemokraterna fortsatte dock styra i minoritet genom en valteknisk samverkan med Folkpartiet, Miljöpartiet och Vänsterpartiet. Mandatperioden 2018–2022 bildades en majoritetskoalition mellan Socialdemokraterna och Vänsterpartiet och kunde därför gemensamt styra kommunen. Efter valet 2022 fick den sittande koalitionen en majoritet av mandaten i kommunfullmäktige men Vänsterpartiet valde att gå i opposition. Socialdemokraterna fortsatte därför styra i minoritet.

### Kommunfullmäktige

#### Presidium
| Presidium 2022–2026    | Presidium 2022–2026 | Presidium 2022–2026 |
| ---------------------- | ------------------- | ------------------- |
| Ordförande             | S                   | Sara Dahlin         |
| Förste vice ordförande | M                   | Per-Arne Andersson  |
| Andre vice ordförande  | DiN                 | Eddy Lundeqvist     |

Källa:

#### Mandatfördelning 1970–2022
| 2 | 21 | 5 | 3 |  | 3 |

| 30 | 5 |

| 3 | 22 | 6 | 2 | 2 |

| 27 | 8 |

| 3 | 21 | 6 | 2 | 3 |

| 24 | 11 |

| 4 | 21 | 4 | 2 | 4 |

| 23 | 12 |

| 4 | 22 | 4 |  | 4 |

| 25 | 10 |

| 5 | 20 | 3 | 3 | 4 |

| 24 | 11 |

| 5 | 19 |  | 3 | 3 | 4 |

| 22 | 13 |

| 5 | 18 |  | 3 | 2 |  | 5 |

| 19 | 16 |

| 7 | 16 | 2 | 4 |  | 5 |

| 21 | 14 |

| 17 | 9 |  | 2 |  | 5 |

| 20 | 15 |

| 12 | 11 |  | 2 | 2 | 3 |

| 18 | 13 |

| 6 | 15 |  | 3 | 2 | 4 |

| 18 | 13 |

| 5 | 14 |  |  | 3 | 4 | 3 |

| 17 | 14 |

| 7 | 12 |  | 4 | 2 | 2 |  | 2 |

| 20 | 11 |

| 3 | 13 | 3 | 2 | 4 | 2 | 2 | 2 |

| 17 | 14 |

| 3 | 13 | 2 | 7 | 2 | 4 |

| 14 | 17 |

### Nämnder

#### Kommunstyrelse
Kommunstyrelsen i Norbergs kommun utgörs av 11 ordinarie ledamöter. Dess ordförande är kommunens enda kommunalråd. Till stödförsittarbete har kommunstyrelsen ett utskott som även fungerar som personalutskott nämligen näringslivs- och arbetsutskottet.
| Presidium 2022–2026 | Presidium 2022–2026 | Presidium 2022–2026 |
| ------------------- | ------------------- | ------------------- |
| Ordförande          | S                   | Johanna Odö         |
| Vice ordförande     | M                   | Anna Kramer         |

Källa:

#### Övriga nämnder
Norra Västmanlands ekonominämnd är gemensam med Fagersta kommun. Västmanland-Dalarnas lönenämnd är gemensam med kommunerna Fagersta, Avesta, Skinnskatteberg, Smedjebacken och Hedemora medan Västmanland-Dalarna miljö-  och byggnämnd är gemensam med kommunerna Avesta och Fagersta. Den gemensamma Hjälpmedelsnämnden inkluderar de 10 kommunerna i länet likväl som regionen. Sedan 2023 är även Överförmyndarnämnden gemensam med kommunerna Avesta, Fagersta och Hedemora.
| Nämnd                        | Ordförande | Ordförande           | Vice ordförande | Vice ordförande      |
| ---------------------------- | ---------- | -------------------- | --------------- | -------------------- |
| Barn- och utbildningsnämnden | S          | Tove Spolander       | V               | Karin Hurtig         |
| Krisledningsnämnden          | S          | Johanna Odö          | M               | Anna Kramer          |
| Kultur- och fritidsnämnden   | S          | Elizabeth Pettersson | V               | Henry Lehto          |
| Socialnämnden                | S          | Karl Karlsson        | L               | Anita Lilja-Stenholm |
| Valnämnden                   | S          | Sara Dahlin          | M               | Anna Kramer          |

Källa:

### Vänorter
- Nastola i Finland
- Ravnsborg i Danmark
- Raasiku i Estland

## Ekonomi och infrastruktur

### Näringsliv
Det har funnits gruvdrift i området sedan medeltiden. Tidigare fanns rikets äldsta masugn, med driftstart 1150, vid Lapphyttan, 8 kilometer sydöst om tätorten Norberg. Numer finns en rekonstruktion, Nya Lapphyttan, invid Norbergs hembygdsmuseum. I början av 2020-talet var  samtliga gruvor nedlagda, istället präglades det lokala näringslivet av småföretagsverksamhet. Det fanns dock ett fåtal större företag så som sågverket AB Karl Hedin och AB Strängbetong. Den största arbetsgivaren var dock kommunen.

#### Energi
I kommunen finns vindkraftsparken Målarberget som omfattar 27 turbiner à 4,2 MW, placerade på höjder i ett område som börjar vid Gäddtjärnen sex kilometer nordöst om tätorten, vid riksväg 68 mot Avesta, och österut – sex av turbinerna står i Avesta kommun. Ansökning inlämnades 2013, tillstånd beviljades 2016, byggnationen påbörjades 2019 och den driftsattes sommaren 2021. Det är Västmanlands enda vindkraftspark. Ägare är Enlight Renewable Energy(en).
Av den totala energiförbrukningen i kommunen stod industrisektorn för mer än hälften av förbrukningen åren 2009–2019.

### Infrastruktur

#### Transporter
Kommunen genomkorsas av riksväg 68. Genom kommunen går även länsvägarna 256 och 270.

## Befolkning

### Demografi

#### Befolkningsutveckling
Kommunen har 5 452 invånare (31 december 2024), vilket placerar den på 268:e plats avseende folkmängd bland Sveriges kommuner.
| Befolkningsutvecklingen i Norbergs kommun 1970–2020 | Befolkningsutvecklingen i Norbergs kommun 1970–2020 | Befolkningsutvecklingen i Norbergs kommun 1970–2020 | Befolkningsutvecklingen i Norbergs kommun 1970–2020 | Befolkningsutvecklingen i Norbergs kommun 1970–2020 |
| --------------------------------------------------- | --------------------------------------------------- | --------------------------------------------------- | --------------------------------------------------- | --------------------------------------------------- |
|                                                     |                                                     |                                                     |                                                     |                                                     |
| År                                                  |                                                     |                                                     | Folkmängd                                           |                                                     |
| 1970                                                | 1970                                                |                                                     | 6 794                                               |                                                     |
| 1975                                                | 1975                                                |                                                     | 6 612                                               |                                                     |
| 1980                                                | 1980                                                |                                                     | 6 843                                               |                                                     |
| 1985                                                | 1985                                                |                                                     | 6 485                                               |                                                     |
| 1990                                                | 1990                                                |                                                     | 6 665                                               |                                                     |
| 1995                                                | 1995                                                |                                                     | 6 503                                               |                                                     |
| 2000                                                | 2000                                                |                                                     | 5 939                                               |                                                     |
| 2005                                                | 2005                                                |                                                     | 5 866                                               |                                                     |
| 2010                                                | 2010                                                |                                                     | 5 723                                               |                                                     |
| 2015                                                | 2015                                                |                                                     | 5 803                                               |                                                     |
| 2020                                                | 2020                                                |                                                     | 5 729                                               |                                                     |

## Kultur

### Kulturarv
Kommunen har ett bergshistoriskt kulturarv. Arbetet med att bevara detta har pågått sedan 1950-talet och ingår numera i Ekomuseum Bergslagen.
Det kanske mest kända besöksmålet är Polhemshjulet. Risbergs konstschakt i Mossgruveparken används numer som Norbergs gruvmuseum. Masugnen Lapphyttan räknas som en fornlämning och har gamla anor. Bergslagens sista masugn i kommersiell drift, Spännarhyttan i Norberg, lades ned 1981 och avslutade då en malmbrytningsepok. Som minnesmärke över denna epok finns Mimerlaven, den stora gruvlaven i betong,  bevarad. Där hålls en årlig elektronicafestival som fått internationell uppmärksamhet.

### Kommunvapen
Blasonering: I blått fält tre vänsterhalvor av liljor, silver, bildande en triangel med spetsen uppåt; däröver en ginstam av silver, vari ett blått järnmärke. 
Järnmärket syftar på ortens järnhantering; de tre halva liljorna var Engelbrekts vapen. Vapnet fastställdes för landskommunen 1949, fördes av köpingen från 1952 och registrerades för kommunen 1974.

### Sport
Kommunen hade i början av 2020-talet stora framgångar i modellflyg, både internationellt och hemma i Sverige. Exempelvis var Per Findahl regerande Europamästare. Klubben använder Norbergs flygfält som hemmaplan och 2022 arrangerades där SM i radiostyrt segelflyg klass F3K.